# Englos
Englos é uma comuna francesa na região administrativa de Altos da França, no departamento do Norte. Estende-se por uma área de 1.35 km². Em 2010 a comuna tinha 622 habitantes (densidade: 460,7 hab./km²).